# میوکو، نیگاتا
میوکو در استان نیگاتا در کشور ژاپن واقع شده‌است  که دارای جمعیت ۳۶٬۸۳۷ نفر و مساحت ۴۴۵٫۵۲ کیلومتر مربع با تراکم جمعیت ۸۲٫۷  نفر در کیلومترمربع است و در تاریخ ۱ نوامبر ۱۹۵۴ به عنوان شهر شناخته شد.